# 咸顺女
咸顺女（1964年6月—），女，朝鲜族，吉林延吉人，中华人民共和国舞蹈家，一级演员，延边歌舞团舞蹈部部长、第十一届全国人民代表大会吉林地区代表。

## 生平
毕业于吉林省委党校法律专业。2008年当选第十一届全国人大代表。2018年2月24日，当选为第十三届全国人大代表。